# Rasíd Azúzí
Rasíd Azúzí (Fez, 1971. január 10. –) marokkói válogatott labdarúgó.

## Pályafutása
1989 és 1995 között a német MSV Duisburg, 1995 és 1997 között a Fortuna Köln, 1997 és 2003 között a Greuther Fürth labdarúgója volt. 2003-ban a kínai Csungking Lifan játékosa volt. 2004-ben a Greuther Fürth csapatban fejezte be az aktív labdarúgást.
1990 és 1998 között 37 alkalommal szerepelt a marokkói válogatottban. Részt vett az 1994-es és az 1998-as világbajnokságon.